# Christian Reitz (Sportschütze)
Christian Reitz (* 29. April 1987 in Löbau, Bezirk Dresden, DDR)  ist ein deutscher Sportschütze. Er ist Olympiasieger mit der Schnellfeuerpistole.

## Leben und Karriere
Christian Reitz ist Polizeioberkommissar, startete für den SV Kriftel und wird von Detlef Glenz trainiert. Er ist Angehöriger der Sportfördergruppe der hessischen Polizei, wo er sein Studium zum Polizeikommissar an der Hessischen Hochschule für Polizei und Verwaltung abschloss. Zunächst erreichte er große Erfolge im Juniorenbereich. 2003 wurde er bei den Europameisterschaften in Pilsen Sechster, ein Jahr später in München Achter und 2005 in Belgrad Siebter. Bei der Weltmeisterschaft 2006 in Zagreb konnte Reitz die Goldmedaille ebenso gewinnen wie im Jahr darauf bei der EM in Granada. Mit der Luftpistole wurde er 2007 in Deauville Vierter.
Seit 2008 tritt Reitz im Männerbereich an und gewann in Mailand und in Rio de Janeiro erstmals Weltcups, in München wurde er Zweiter. In Mailand stellte er mit 591 Ringen den Weltrekord ein und stellte mit 794,0 Ringen (alter Finalmodus) einen neuen Weltrekord im Finaldurchgang auf. Reitz qualifizierte sich damit für die Olympischen Spiele 2008 in Peking. Dort gewann er die Bronzemedaille mit der Pardini SP electronic Schnellfeuerpistole hinter dem Ukrainer Oleksandr Petriw und dem Deutschen Ralf Schumann. Vom damaligen Bundespräsidenten Horst Köhler wurde Reitz im November 2008 mit dem Silbernen Lorbeerblatt ausgezeichnet. Zudem wurde er in die „Hall of Fame“ des Deutschen Schützenbundes aufgenommen und war Polizeisportler des Jahres 2008 in Hessen.
2010 siegte Reitz bei den Polizeiweltmeisterschaften gleich in zwei Wettbewerben, vierzehn Tage später belegte er bei der Schnellfeuerwoche in Wiesbaden den vierten Platz.
Bei den erstmals ausgetragenen Europaspielen in Baku gewann Reitz zweimal Gold und avancierte damit zum erfolgreichsten Schützen innerhalb des Deutschen Schützenbundes. 2016 gewann er bei den Olympischen Sommerspielen in Rio de Janeiro die Goldmedaille mit der Schnellfeuerpistole. Dafür wurde ihm am 1. November 2016 von Bundespräsident Joachim Gauck erneut das Silberne Lorbeerblatt – die höchste sportliche Auszeichnung in Deutschland – verliehen.
Bei den Europaspielen 2019 im belarussischen Minsk gewann er mit seiner Ehefrau Sandra im Luftpistole-Mixed-Team die Bronzemedaille.
Im Juli 2025 konnte Reitz bei der EM in Châteauroux mit der Schnellfeuerpistole mit seinen Mannschaftskollegen Florian Peter und Emanuel Müller Silber in der Mannschaftswertung erzielt.

## Erfolge
Erwachsenenklasse
- Olympische Spiele
  - Olympiateilnehmer 2008, 2012 und 2016.
  - Olympiabronze 2008 (Olympische Schnellfeuerpistole)
  - Olympiagold 2016 (Olympische Schnellfeuerpistole)
- Weltmeisterschaften
  - WM Bronze (Einzel) 2014 (Standardpistole)
  - WM Gold (Team) 2014 (Olympische Schnellfeuerpistole)
  - WM Silber (Team) 2010 (Standardpistole)
- Weltcup
  - Weltcup-Finale (Gold) 2011 (Olympische Schnellfeuerpistole)
  - Weltcup-Finale (Silber) 3-mal 2008, 2009 und 2012 (Olympische Schnellfeuerpistole)
  - Weltcup-Finale (Bronze) 2013 (Olympische Schnellfeuerpistole)
  - Weltcup (Gold) 9-mal (Olympische Schnellfeuerpistole)
  - Weltcup (Silber) 6-mal (Olympische Schnellfeuerpistole)
  - Weltcup (Bronze) 4-mal (Olympische Schnellfeuerpistole)
- Europaspiele
  - ES Gold (Einzel) 2015 (Olympische Schnellfeuerpistole)
  - ES Gold (Team) 2015 (Mixed Luftpistole) (mit Monika Karsch)
  - ES Bronze (Team) 2019 (Mixed Luftpistole) (mit Sandra Reitz)
- Europameisterschaften
  - EM Gold (Team) 2017 (Schnellfeuerpistole)
  - EM Silber (Einzel) (Zentralfeuerpistole)
  - EM Silber (Team) (Zentralfeuerpistole)
  - EM Bronze (Einzel) (Schnellfeuerpistole)
  - EM Gold (Einzel) 2015 (Zentralfeuerpistole)
  - EM Silber (Einzel) 2011 und 2015 (Standardpistole)
  - EM Silber (Einzel) 2013 (Zentralfeuerpistole)
  - EM Bronze (Einzel) 2011 und 2013 (Olympische Schnellfeuerpistole)
  - EM Gold (Team) 2011 und 2015 (Standardpistole)
  - EM Gold (Team) 2013 und 2015 (Olympische Schnellfeuerpistole)
  - EM Gold (Team) 2015 (Zentralfeuerpistole)
  - EM Silber (Team) 2011 (Olympische Schnellfeuerpistole)
  - EM Bronze (Team) 2011 (Zentralfeuerpistole)

Juniorenklasse
- Juniorenweltmeisterschaften
  - WM Gold (Einzel) 2006 (Olympische Schnellfeuerpistole)
  - WM Silber (Team) 2006 (Olympische Schnellfeuerpistole)
- Junioreneuropameisterschaften
  - EM Gold (Team) 2003 (Olympische Schnellfeuerpistole), 2005 (Olympische Schnellfeuerpistole), 2007 (Luftpistole)
  - EM Gold (Einzel) 2007 (Olympische Schnellfeuerpistole), 2007 (Standardpistole)
  - EM Silber (Team) 2004 (Olympische Schnellfeuerpistole)
  - EM Silber (Einzel) 2007 (Sportpistole)
  - EM Bronze (Team) 2007 (Sportpistole)

Polizeimeisterschaften
- Weltmeisterschaften
  - WM Gold 2010 (Olympische Schnellfeuerpistole)
  - WM Gold 2010 (Zentralfeuerpistole)
- Europameisterschaften
  - EM Gold 2007 und 2011 (Olympische Schnellfeuerpistole)
  - EM Gold 2011 (Zentralfeuerpistole)
  - EM Bronze 2011 (Freie Pistole)

Studentenmeisterschaften
- Weltmeisterschaften
  - WM Gold 2010 (Olympische Schnellfeuerpistole)
  - WM Silber 2010 (Luftpistole)

Bundesliga
- Luftpistolen Bundesliga
  - BL-Bronzemedaille mit dem SV Kriftel (Saison 2010/2011)
  - BL-Silbermedaille mit dem SV Kriftel (Saison 2011/2012)
  - BL-Silbermedaille mit dem SV Kriftel (Saison 2015/2016)
  - BL-Goldmedaille mit dem SV Kriftel (Saison 2012/2013)

## Auszeichnungen
- Silbernes Lorbeerblatt 2008[4] und 2016[5]
- „Hall of Fame“ des Deutschen Schützenbundes
- Polizeisportler des Jahres 2008 in Hessen
- Ehrenmitglied des Sächsischen Schützenbundes
- Ehrenmitglied des Hessischen Schützenverbandes

## Privates
Christian Reitz ist verheiratet mit der Schützin Sandra Reitz, mit der er gemeinsam bei Mixed-Team-Wettbewerben antritt.